# Lotus 101
La Lotus 101 è una monoposto di Formula 1 con la quale il Team Lotus disputò il Campionato mondiale di Formula 1 1989. 

## Contesto e sviluppo
La partenza di Gérard Ducarouge nel corso della stagione 1988 costrinse il team a promuovere l'ex aerodinamico della Williams, Frank Dernie, a Direttore Tecnico nel novembre 1988; ciò nonostante, la maggior parte del lavoro sulla 101 venne portato avanti dal capo progettista Mike Coughlan. La 101 fu il risultato di un progetto condotto frettolosamente in poche settimane e con una serie di limitazioni.
Alla fine del 1988 si concluse l'era dei motori turbo da 1,5 litri. La Lotus, assieme ad altre squadre, dovette adottare sulla nuova vettura un propulsore da 3,5 litri aspirato. Il team si rivolse alla Judd per la fornitura del loro motore CV V8 32 valvole, ma essendo la Lotus un team "cliente" (la March era il team principale della Judd, a cui forniva il motore di ultima generazione EV V8) si cercarono delle soluzioni alternative per far fronte alla mancanza di potenza, incaricando la Tickford di sviluppare una versione del motore Judd con 5 valvole per cilindro.

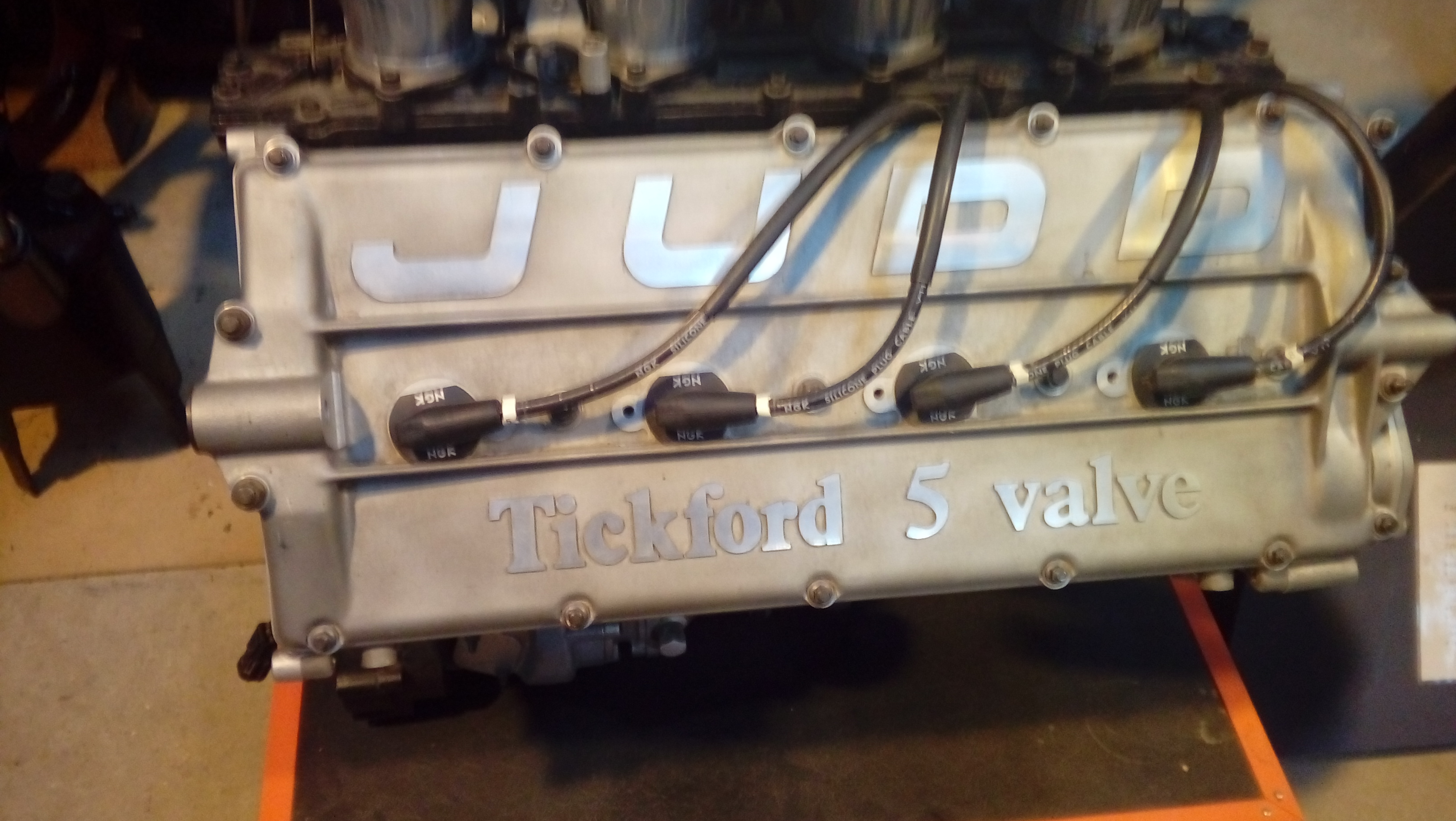
Il motore Judd sperimentale realizzato dalla Tickford con 5 valvole per cilindro

L'uso del motore Judd engine permise a Dernie ed a Coughlan di progettare una vettura più piccola e leggera rispetto alle precedenti; l'abitacolo risultò talmente stretto che fu commissionata alla Momo la realizzazione di un volante speciale che permettesse di avere dello spazio libero tra la corona stessa del volante e la carrozzeria.

## Carriera agonistica
L'ottimismo iniziale di piloti e team svanì rapidamente, in quanto la 101 risultò non competitiva. Non solo il motore Judd clienti sviluppava circa 80 CV in meno rispetto al motore Honda V10 utilizzato dalla McLaren, ma fu chiaro inoltre che le gomme Goodyear in dotazione erano state sviluppate per essere usate principalmente da McLaren e Ferrari, che furono in grado di effettuare test e di impostare i loro telai per farle lavorare al meglio.
La 101 non fu in grado di mettere a segno dei risultati degni di nota, toccando il punto più basso negli eventi successivi al Gran Premio di Gran Bretagna (dove Nelson Piquet lottò per terminare al quarto posto). La famiglia Chapman, al tempo azionista del Team Lotus, spinse Peter Warr e il direttore Fred Bushell (che era in procinto di affrontare un processo a seguito dello scandalo De Lorean) a dimettersi. Tony Rudd, che al tempo lavorava per il Group Lotus, fu promosso direttore esecutivo. Inoltre il motore sviluppato da Tickford venne abbandonato.
Il rinnovato ottimismo portò ad un temporaneo miglioramento (un quinto ed un sesto posto di Piquet in Germania e Ungheria); tuttavia a Spa entrambe le Lotus fallirono la qualificazione ad un Gran Premio per la prima volta dal 1958. Il team terminò la stagione con altri due quarti posti, quello di Nelson Piquet in Giappone e di Satoru Nakajima in Australia (con giro più veloce in gara).
Considerato il terribile avvio di stagione (un solo piazzamento a punti in sette gare), i 15 punti raccolti a fine anno furono il massimo ottenibile dalla Lotus per il 1989. In realtà fu il punteggio più alto realizzato dalla Lotus nell'era dei motori aspirati fino al collasso del team avvenuto alla fine della stagione 1994.

## Risultati completi
| Anno | Vettura   | Motore  | Gomme | Piloti          |     |     |     |     |     |    |     |   |     |     |    |     |     |     |     |     |  |  |  |  |  |  |  |  | Punti | Pos. |
| ---- | --------- | ------- | ----- | --------------- | --- | --- | --- | --- | --- | -- | --- | - | --- | --- | -- | --- | --- | --- | --- | --- |  |  |  |  |  |  |  |  | ----- | ---- |
| 1989 | Lotus 101 | Judd CV | G     | Nelson Piquet   | Rit | Rit | Rit | 11  | Rit | 4  | 8   | 4 | 5   | 6   | NQ | Rit | Rit | 8   | 4   | Rit |  |  |  |  |  |  |  |  | 15    | 6º   |
| 1989 | Lotus 101 | Judd CV | G     | Satoru Nakajima | Rit | NC  | NQ  | Rit | Rit | NQ | Rit | 8 | Rit | Rit | NQ | 10  | 7   | Rit | Rit | 4   |  |  |  |  |  |  |  |  | 15    | 6º   |